# August Kopff
August Kopff (5 de febrero de 1882 - 25 de abril de 1960) fue un astrónomo alemán que descubrió varios cometas y asteroides.

## Semblanza
Kopff trabajó en Heidelberg y luego se incorporó a la Universidad Humboldt de Berlín, donde se convirtió en el director del Instituto de Cálculo Astronómico.

## Descubrimientos
Avistó algunos cometas por primera vez, incluyendo cometa periódico 22P/Kopff y el no periódico C/1906. Así mismo, descubrió gran número de asteroides, incluyendo en particular los asteroides troyanos (617) Patroclo y (624) Héctor.

## Eponimia
- El cometa periódico 22P/Kopff recibió el nombre de su descubridor.
- El cráter lunar Kopff lleva este nombre en su memoria.[1][2]